# Евразия (кинофестиваль)
Международный кинофестиваль «Евразия» (МКФ «Евразия») — международный кинофестиваль, основанный в 1998 году при поддержке правительства Республики Казахстан, проводился в городе Алма-Ате, с 2018 года на протяжении нескольких лет в Астане.
Программа фестиваля была построена как культурный мост «Восток-Запад», поэтому в рамках «Евразии» проходят ретроспективы картин известных режиссёров, представителей Востока и Запада.
Фестиваль аккредитован Международной федерации ассоциаций кинопродюсеров (FIAPF).
Девиз фестиваля: «За единое кинематографическое пространство!»
На фестивале присутствовали такие звезды, как Ким Ки Дук, Эмир Кустурица, Жан Клод Ван Дамм, Микеле Плачидо, Катрин Денев и др. В фестивале приняли участие уже более ста тридцати деятелей кинематографа из Европы, Азии, Америки, стран СНГ и Балтии.
С 2018 года (в честь 20-тилетия столицы Республики Казахстан) фестиваль на протяжении нескольких лет проводился в Астане, в свою очередь фактически заменив собою фестиваль «Astana».
Официальный сайт кинофестиваля Евразия https://eurasiaiff.info//

## История
Впервые проведен в 1998 году, основанный Оразом Рымжановым  при поддержке правительства Республики Казахстан в городе Алма-Ате и был самым масштабным культурным событием в жизни страны. Бюджет совершенно составлял два миллиона долларов.
с 26 сентября по 2 октября 2005 — 2-й кинофестиваль
с 25 сентября по 1 октября 2006 — 3-й кинофестиваль
29 сентября 2007 проведен 4-й фестиваль.
По итогам проверки Министерство культуры и информации в 2007—2008 годах на проведение «Евразии» приглашенным актёрам выплатило гонорары в размере 87,1 миллиона тенге.
Фестиваль по статусу был некоммерческим, билеты на него не продавались, и доходов он не принес.
14 сентября 2009 кинофестиваль отменили связи с кризисом.
В 2009 году было принято решение, что кинофестиваль теперь будет называться «Астана» и проходить в Астане (фактически был создан другой новый кинофестиваль «Astana»).
19 сентября 2011 проведен 7-й фестиваль.
В 2018 году в честь 20-тилетия столицы Республики Казахстан с 1 по 5 июля прошёл в Астане.

## Награды
- Гран-при за лучший фильм
- Приз за лучшую режиссёрскую работу
- Специальный приз жюри
- Приз за лучшую женскую роль
- Приз за лучшую мужскую роль
- Специальный приз генерального спонсора Фестиваля

АО «Казахфильм» становилось победителем проводившегося Минкультом открытого конкурса на проведение МКФ «Евразия» в 2005, 2006 и 2007 годах.